# Inkscape
Inkscape là một trình soạn thảo đồ họa vector miễn phí và mã nguồn mở. Phần mềm này có thể được sử dụng để tạo hoặc chỉnh sửa đồ họa vector như minh họa, sơ đồ, nghệ thuật vẽ đường, biểu đồ, logo và các bức tranh phức tạp. Định dạng đồ họa vector chính của Inkscape là Đồ họa vector có thể mở rộng (SVG); tuy nhiên, nhiều định dạng khác có thể được nhập và xuất.
Inkscape được bắt đầu vào năm 2003, phỏng theo phần mềm xử lý đồ họa vector Sodipodi. Tuy Inkscape vẫn chưa có được nhiều tính năng như các phần mềm xử lý đồ họa vector thương mại, nhưng hiện nay nó có thể được dùng trong nhiều ứng dụng. Inkscape chưa hỗ trợ đầy đủ SVG và CSS. Nó chưa có các hiệu ứng lọc SVG, hoạt hình, và phông chữ SVG. Inkscape hiện đang được phát triển mạnh, và ngày càng có nhiều tính năng mới.

## Tính năng
- Inkscape quản lý bản vẽ theo các  lớp và cho phép chuyển giữa các lớp một cách linh hoạt.
- Chức năng nhân bản đối tượng (clone) rất có ích khi cần sao chép với số lượng lớn hay tạo ra các họa tiết.
- Inkscape hiện đang phát triển tính năng nhận diện hình: đổi từ ảnh bitmap ra các đường nét.
- Cho phép xuất ra nhiều định dạng, Inkscape có thể tạo ra các file EPS, EMF, và các định dạng ảnh bitmap (PNG, JPEG, v.v...)
- Các đối tượng hình vẽ gồm có một số loại đặc biệt: hình sao, đường cong Bézier, gradient màu.

## Kĩ thuật phần mềm
Inkscape được xây dựng dựa trên bộ công cụ GTK+. Mặc dù chạy tốt trên Linux và gần như suôn sẻ trên Windows, vấn đề tương thích với Mac OS X còn đang được khắc phục. Đối với Windows kích thước của file cài đặt khi tải xuống lớn hơn đáng kể so với Linux, vốn hỗ trợ mặc định cho GTK+ nếu sử dụng giao diện GNOME.